# Bouvent
Bouvent est une ancienne commune française du département de l'Ain. En 1973, la commune est absorbée par la commune d'Oyonnax.

## Histoire
Seigneurie avec maison forte, appelée originairement Curtafey ou Curtafrey. Son plus ancien seigneur connu est Galois de la Baume, chevalier, qui la donna en dot, en 1363, à Lucie de la Baume, sa fille, femme d'Amé de Viry, dont les héritiers la vendirent, en 1400, à Claude de Bouvens, seigneur de Ciries, lequel lui imposa son nom qu'elle a gardé depuis.
De la famille de Bouvens, cette terre passa à celles de Buisadam, puis de la Charme. Catherine de la Charme, femme en premières noces de Jean de Cornon, puis en deuxièmes d'André des Rois, la vendit, le 26 octobre 1534, à Antoine de Soria, médecin du duc de Savoie. Philibert de Soria, écuyer, fils d'Antoine, laissa ses biens aux enfants de Françoise de Soria, sa sœur, femme de Pierre Bachet, seigneur de Mézériat. Bouvent échut à Antoinette Bachet, femme de Jean Renibert, lieutenant particulier au présidial de Bourg, qui fit rebâtir l'ancienne maison forte, vers 1640. La terre de Bouvent passa depuis à la famille Marinon, qui en reprit le fief en 1770, et en jouissait encore en 1789,.
Le 1er janvier 1973, la commune est intégrée à Oyonnax tout comme Veyziat au 1er janvier 2015..

## Politique et administration

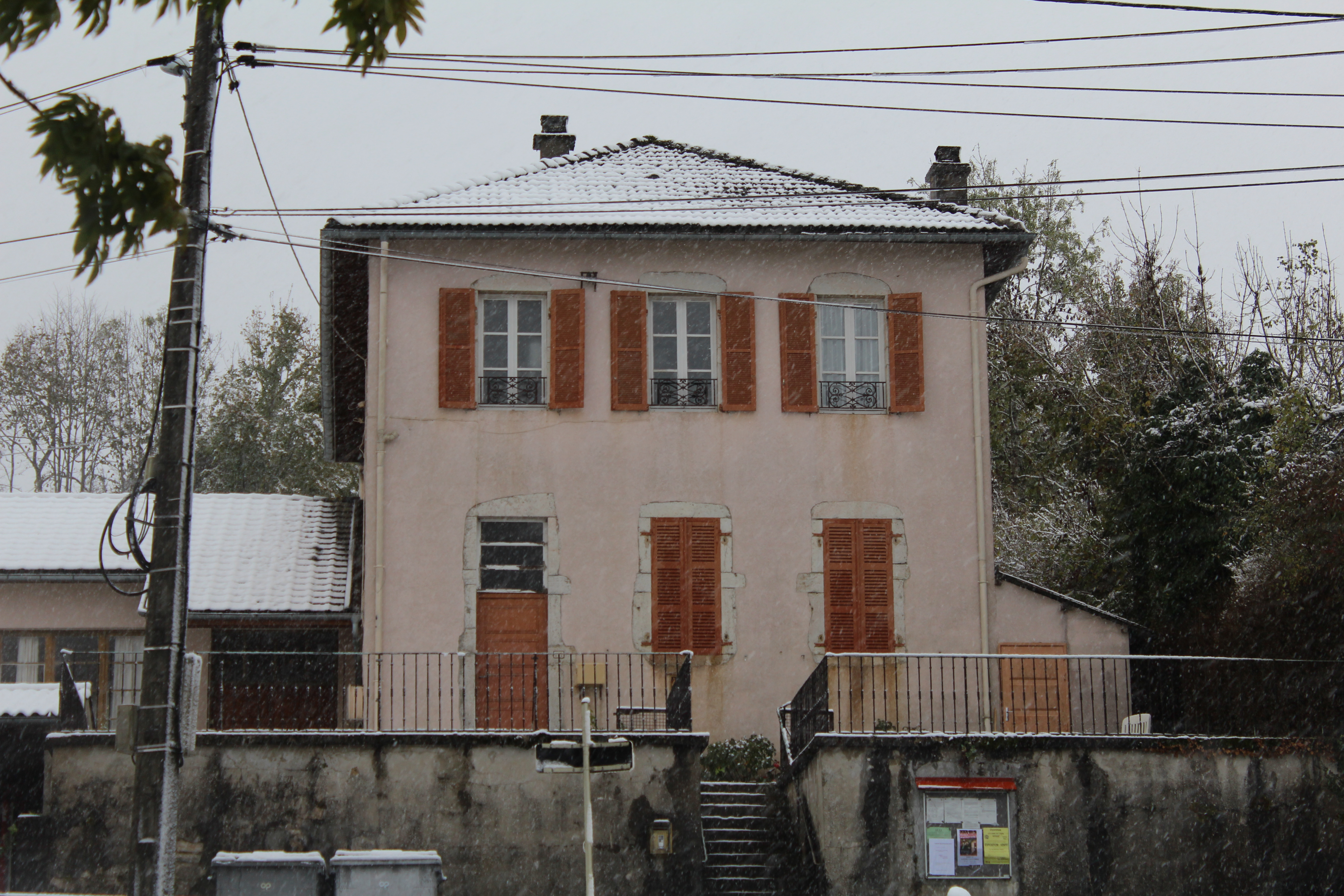
Ancienne mairie.

## Population et société

### Démographie
| 1793 | 1800 | 1806 | 1821 | 1831 | 1836 | 1841 | 1846 | 1851 |
| ---- | ---- | ---- | ---- | ---- | ---- | ---- | ---- | ---- |
| 186  | 188  | 184  | 167  | 164  | 157  | 147  | 171  | 149  |

| 1856 | 1861 | 1866 | 1872 | 1876 | 1881 | 1886 | 1891 | 1896 |
| ---- | ---- | ---- | ---- | ---- | ---- | ---- | ---- | ---- |
| 154  | 123  | 149  | 130  | 128  | 143  | 134  | 125  | 122  |

| 1901 | 1906 | 1911 | 1921 | 1926 | 1931 | 1936 | 1946 | 1954 |
| ---- | ---- | ---- | ---- | ---- | ---- | ---- | ---- | ---- |
| 120  | 106  | 103  | 88   | 87   | 83   | 70   | 55   | 79   |

| 1962 | 1968 | - | - | - | - | - | - | - |
| ---- | ---- | - | - | - | - | - | - | - |
| 91   | 82   | - | - | - | - | - | - | - |

## Culture locale et patrimoine

### Lieux et monuments
- Chapelle Sainte-Madeleine, rue de la Chapelle.

## Pour approfondir